# سیارک ۸۴۳۹
سیارک ۸۴۳۹ (به انگلیسی: 8439 Albellus، نامگذاری:2034T-2) هشت هزار و چهارصد و سی و نهمین سیارک کشف شده‌است که در ۲۹ سپتامبر ۱۹۷۳ کشف شد.
قدر مطلق سیارک برابر ۱۴٫۵۰ است.